# Олецкий, Валентин Арнольдович
Валентин Арнольдович Олецкий (укр. Валентин Арнольдович Олецький, родился 2 июня 1971, Киев) — советский и украинский хоккеист, игравщий на позиции правого нападающего. Большую часть карьеры провёл в киевском «Соколе».

## Карьера
Выступал за киевский ШВСМ, нижегородское «Торпедо», петербургский СКА, белорусский «Гомель», а также немецкий «Фюссен» и американские «Айдахо Стилхедс» и «Элмайра Джекэлс».
В составе сборной Украины сыграл 145 матчей, забросил 35 шайб и отдал 44 голевые передачи (79 очков). Выступал на Зимних Олимпийских играх 2002 года. Играл почти на всех чемпионатах мира с 1993 по 2002 и с 2006 по 2008 годы, отметился выступлением за юношескую сборную СССР, с которой выиграл чемпионат Европы 1989.

## Титулы
- Чемпион ВЕХЛ: 1998, 1999
- Чемпион Украины: 1993, 1995, 1997, 1998, 1999, 2005, 2006
- Обладатель Кубка Белоруссии: 2007